# Ricki – Wie Familie so ist
Ricki – Wie Familie so ist (Originaltitel: Ricki and the Flash) ist eine US-amerikanische Tragikomödie aus dem Jahr 2015. Regie führte Jonathan Demme, das Drehbuch schrieb Diablo Cody. Premiere hatte der Film am 5. August 2015 beim Internationalen Filmfestival von Locarno, in die US-Kinos kam er zwei Tage später. In Österreich war der Filmstart am 28. August und in Deutschland am 3. September 2015.

## Handlung
Linda Brummel verließ ihren Ehemann Pete und ihre drei Kinder vor langer Zeit, um in Kalifornien unter dem Künstlernamen Ricki Rendazzo ihrem Traum nachzugehen, eine erfolgreiche Rocksängerin zu werden. Zwar bleibt der wirtschaftliche Erfolg aus, und sie muss zusätzlich zu den abendlichen Auftritten mit ihrer Band Ricki and the Flash tagsüber als Kassiererin in einem Supermarkt arbeiten, jedoch bleibt sie bei ihrer Entscheidung, ihr Leben als Rocksängerin zu verbringen. Nachdem sie erfährt, dass ihre inzwischen erwachsene Tochter Julie von ihrem Ehemann verlassen wurde und suizidgefährdet ist, kehrt sie nach Indianapolis zurück und versucht, vergangene Fehler wiedergutzumachen.

## Hintergrund
Das sich im Besitz von Sony befindliche Produktionsstudio TriStar Pictures erwarb im April 2014 die Rechte an dem Film. Sie setzten sich unter anderem gegen Universal, Fox und die Weinstein Company durch. Das Drehbuch stammt von Diablo Cody, Jonathan Demme wurde als Regisseur und Meryl Streep für die Hauptrolle engagiert. Für den Film ließ sich Cody von ihrer Schwiegermutter inspirieren, die für viele Jahre selbst Frontfrau einer Band aus New Jersey war.
Das Casting dauerte von Juni bis Oktober 2014, ehe die Dreharbeiten Mitte Oktober in New York begannen. Das Produktionsbudget betrug 25,6 Millionen US-Dollar. Für die Rolle von Streeps Filmtochter wurde mit Mamie Gummer die reale Tochter von Streep besetzt. Alle Musikeinlagen wurden nach Anweisung von Regisseur Demme live gespielt, Streep lernte für ihre Rolle, Gitarre zu spielen.
Premiere hatte der Film am 5. August 2015 als Eröffnungsfilm des Internationalen Filmfestivals von Locarno. In den USA und Kanada lief der Film zwei Tage später an. In einigen Kinos begannen die Vorführungen bereits am Vorabend, die Einnahmen daraus belaufen sich auf knapp 200.000 US-Dollar. Am Startwochenende nahm der Film in knapp 1.600 Kinos 6,5 Millionen Dollar ein. Die weltweiten Gesamteinnahmen belaufen sich auf 41 Millionen Dollar, wovon 26 Millionen Dollar aus den USA kommen.
In Österreich war der Filmstart am 28. August und in Deutschland am 3. September 2015.

## Rezeption
Der Film erhielt überwiegend positive bis gemischte Kritiken. Insgesamt wurde neben dem Schauspiel von Streep auch die Musikeinlagen gelobt, während das Drehbuch kritisiert wurde. Bei Metacritic erhielt er einen Metascore von 54/100 basierend auf 36 Rezensionen, bei Rotten Tomatoes waren 62 Prozent der 143 Rezensionen positiv. Zusammenfassend schreibt man dort, die „herausragende Arbeit von Meryl Streep helfe dem Film seinen inkonsistenten Tonus und seine ziemlich vorhersehbar Prämisse zu überwinden“.
Der Filmdienst meinte, die Mischung aus Musikfilm und Familienkomödie gleite „zwar nie ins Karikaturhafte ab“ und strapaziere auch „das Mutter-Tochter-Drama nicht über Gebühr“, doch die Inszenierung bediene sich „zu viele[r] Bedürfnisse“ und dümpele „überwiegend lau und unaufgeregt vor sich hin“.
In der FAZ monierte Marcella Melien, der Film leide „am selben Problem wie seine Protagonistin: Rockband und Familie lassen sich schwer vereinbaren.“ Auch sei die Romanze zwischen Ricki und Greg lediglich „ein gutgemeinter Versuch, den üblichen jungen Liebespaaren auf der Leinwand etwas entgegenzusetzen“, was aber wegen „Meryl Streeps Aufzug und Rick Springfields botoxglatter Haut“ nicht aufginge. Die familiären Konflikte bedienten sich „am Altbekannten“ und ließen einen „völlig kalt.“
In der Filmzeitschrift epd Film hingegen lobte Kai Mihm, dass es den Filmemachern immer wieder gelänge, „die Erwartungen einerseits zu bedienen und zugleich mit schönen Details zu überraschen“. Die Konfrontationen und die verbalen Schlagabtausche verliefen stets „ein klein wenig anders, als man denkt“. Dabei würden sich Drehbuchautorin Diablo Cody und Regisseur Jonathan Demme „aufs Trefflichste“ ergänzen, da Demmes Inszenierung „die Schärfe“ und den manchmal „überdeutlichen politischen Fingerzeig“ in Codys Dialogen aufs richtige Maß bringen würde, während Codys „spöttische Seitenhiebe gegen Hipstertum und Bourgeoisie“ verhinderten, dass die „Versöhnlichkeit“ der Inszenierung in die „Konturlosigkeit“ abgleite.